# Kim Kielsen
Kim Kielsen (ur. 30 listopada 1966 w Paamiut) – grenlandzki polityk. Przewodniczący partii Siumut. W latach 2014–2021 premier Grenlandii.

## Życiorys
Kim Kielsen urodził się 30 listopada 1966.
W latach 1996 do 2003 pracował w policji w randze oficera. Od 2005 do 2007 był członkiem władz gminnych w Paamiut. Od roku 2005 zasiada w parlamencie Grenlandii (Inatsisartut). W latach 2007 do 2009 pełnił funkcję ministra budownictwa, infrastruktury i zasobów a od listopada 2013 ministra środowiska i natury oraz ministra ds. współpracy nordyckiej. W związku z ustąpieniem Aleqi Hammond z funkcji premier Grenlandii, od 1 października do 12 grudnia 2014 pełnił tę funkcję w jej imieniu. Od 13 grudnia 2014 do 23 kwietnia 2021 był premierem.
Jest żonaty z Judithe Kielsen. Ma dwoje dzieci.